# 基礎産業局
基礎産業局（きそさんぎょうきょく）は、日本の通商産業省に置かれていた部署である。

## 概要
鉄鋼や化学など、国民生活上で基礎となる素材行政を所管していた。基礎産業局は重工業局が所管していた鉄鋼産業と化学工業局が所管していた化学産業を中核とし、これにアルコール部のアルコール事業を加えた形で1973年7月の行政機構改革で新設された。2001年1月6日の中央省庁再編で通産省が経済産業省となった後は、基礎産業局と生活産業局の大部分は製造産業局に移行された。

## 所掌事務
所掌
通商産業省設置法（昭和48年7月25日政令第5号）第10条に所掌事務が規定されていた。
```
（基礎産業局の所掌事務）
第10条 基礎産業局においては、次の事務をつかさどる。
一 次に掲げる
鉄鋼
、
軽金属
等（核燃料物質を除く）の輸出、輸入、生産、流通及び消費（農林畜水産業専用物品の流通及び消費を除く）の増進、改善及び調整を図ること（他の内部部局の所掌に係ることを除く）。
 
銑鉄

 鋼材及びその半製品
 
合金鉄

 鉄鋼製品
 軽金属、
ニッケル
、
コバルト
、
チタニウム
及び希有金属
 金属くず
 非鉄金属製品
二 次に掲げる
化学工業品
等（
化学肥料
、飲食料品及び農薬を除く）の輸出、輸入、生産、流通及び消費（農林畜水産業専用物品の流通及び消費を除く）の増進、改善及び調整を図ること（生活産業局の所掌に係ることを除く）。
 
硫酸
、
か性ソーダ
その他無機化学工業品
 
エチレン
、エチレン系誘導品その他有機化学工業品
 しよう脳、
ゴム
、ゴム製品及び油脂製品その他化学工業品
三 化学肥料（
炭酸カルシウム
を除く）の輸出、輸入及び生産の増進、改善及び調整を図ること。
四 肥料価格安定等臨時措置法（昭和39年法律第138号）の施行に関する事務で
通商産業省
の所掌に属するものを処理すること。
五 工業塩の流通及び消費の増進、改善及び調整を図ること。
六 
アルコール
の専売を行なうこと。
七 アルコール専売事業特別会計の経理を行なうこと。
八 基礎産業局の所掌に係る事業の発達、改善及び調整を図ること。
```

## 組織
- 総務課
- 鉄鋼課
- 非鉄金属課
- 化学品安全課
- 化学課
- 生物化学産業課
- アルコール課